# Croix-Chapeau
Croix-Chapeau é uma comuna francesa na região administrativa da Nova Aquitânia, no departamento de Charente-Maritime. Estende-se por uma área de 4,83 km². Em 2010 a comuna tinha 1 294 habitantes (densidade: 267,9 hab./km²).